# EFA European Cup der Männer
Der EFA European Cup der Männer (engl.: EFA Fistball Men’s European Cup) wird seit 1991 durchgeführt. Die Austragungen finden dabei nur in der Feldsaison statt. Seit 2016 ist die European Fistball Association (EFA) der durchführende Verband dieser Faustball-Veranstaltung. Vorher war es der Weltverband International Fistball Association.
Nach den federführenden Verbänden änderte sich auch der Name des Wettbewerbs:
- ab 1991: IFV-Pokal (Internationaler Faustball-Verband, IFV)
- ab 2004: IFA-Pokal (International Fistball Association, IFA)
- seit 2016: EFA-Pokal (European Fistball Association, EFA)

## Teilnehmer
Teilnahmeberechtigt sind die zweit- und drittplatzierten Mannschaften der Landesmeisterschaften des Vorjahres der drei an der letzten Weltmeisterschaft bestplatzierten europäischen Mitgliedsverbände, die zweitplatzierten Mannschaften der Landesmeisterschaften der Männer des Vorjahres der übrigen europäischen Mitgliedsverbände und der European-Cup-Sieger des Vorjahres.

## Austragungen
| #   | Jahr | Ort              | Gold                     | Silber                   | Bronze                   |
| --- | ---- | ---------------- | ------------------------ | ------------------------ | ------------------------ |
| 1.  | 1991 | Wien             | TV Eibach 03             | BIC Faustball Wien       | STV Full-Reuenthal       |
| 2.  | 1992 | Full-Reuenthal   | TuS Rot-Weiß Koblenz     | STV Full-Reuenthal       | TKD Duisburg             |
| 3.  | 1993 | Nürnberg         | TV Eibach 03             | ASKÖ Salzburg            | Union Freistadt          |
| 4.  | 1994 | Linz             | FG Wien                  | TV Eibach 03             | ASKÖ Linz-Urfahr         |
| 5.  | 1995 | Widnau           | TV Eibach 03             | ÖTB Neusiedl/Zaya        | ASKÖ Linz-Urfahr         |
| 6.  | 1996 | Hagen            | TV Eibach 03             | TSV Hagen 1860           | Ahlhorner SV             |
| 7.  | 1997 | Kremsmünster     | TV Eibach 03             | ASKÖ Linz-Urfahr         | SpVgg Weil der Stadt     |
| 8.  | 1998 | Jona             | ASKÖ Linz-Urfahr         | TSV Jona                 | FG Rickenbach-Wilen      |
| 9.  | 1999 | Jona             | TSV Jona                 | Offenburger FG           | TuS Kremsmünster         |
| 10. | 2000 | Grieskirchen     | TuS Rot-Weiß Koblenz     | Union Freistadt          | TuS Kremsmünster         |
| 11. | 2001 | Jona             | TV Westfalia Hamm        | TH 1852 Hannover         | ÖTB Neusiedl/Zaya        |
| 12. | 2002 | Hamm             | NLV Vaihingen            | ÖTB Neusiedl/Zaya        | TV Westfalia Hamm        |
| 13. | 2003 | Höhnhart         | TuS Kremsmünster         | TV Westfalia Hamm        | FG Rickenbach-Wilen      |
| 14. | 2004 | Balgach          | Union Freistadt          | TV GH Brettorf           | KTV Widnau               |
| 15. | 2005 | Leverkusen       | FG Grieskirchen/Pötting  | FG Rickenbach-Wilen      | TuS Kremsmünster         |
| 16. | 2006 | Laa/Thaya        | TuS Kremsmünster         | ÖTB Neusiedl/Zaya        | ASKÖ Urfahr              |
| 17. | 2007 | Tinglev          | TK Hannover              | Union Freistadt          | SV Weil der Stadt        |
| 18. | 2008 | Münchwilen       | Union Freistadt          | Offenburger FG           | TuS Kremsmünster         |
| 19. | 2009 | Barcelona        | FG Grieskirchen/Pötting  | Union Freistadt          | TuS Kremsmünster         |
| 20. | 2010 | Lana             | SVD Diepoldsau-Schmitter | TuS Kremsmünster         | TV Vaihingen/Enz         |
| 21. | 2011 | Přelouč          | ASKÖ Linz-Urfahr         | VfK 01 Berlin            | TuS Kremsmünster         |
| 22. | 2012 | Berlin           | ASKÖ Linz-Urfahr         | VfK 01 Berlin            | TuS Kremsmünster         |
| 23. | 2013 | Kremsmünster     | Union Freistadt          | Offenburger FG           | TuS Kremsmünster         |
| 24. | 2014 | Wardenburg       | TuS Kremsmünster         | Askö Linz-Urfahr         | Union Freistadt          |
| 25. | 2015 | Weinfelden       | Union Freistadt          | TuS Kremsmünster         | TV Schweinfurt-Oberndorf |
| 26. | 2016 | Unterweitersdorf | STV Wigoltingen          | VfK 01 Berlin            | MTV Rosenheim            |
| 27. | 2017 | Diepoldsau       | SVD Diepoldsau-Schmitter | MTV Rosenheim            | Union Compact Freistadt  |
| 28. | 2018 | Lázně Bohdaneč   | Faustball Widnau         | SVD Diepoldsau-Schmitter | TV Voerde                |
| 29. | 2019 | Kleindöttingen   | TSV Calw                 | Faustball Widnau         | TV Schweinfurt-Oberndorf |